# Consolidation informatique
 (janvier 2012).
Si vous disposez d'ouvrages ou d'articles de référence ou si vous connaissez des sites web de qualité traitant du thème abordé ici, merci de compléter l'article en donnant les références utiles à sa vérifiabilité et en les liant à la section « Notes et références ».
Pour les articles homonymes, voir Consolidation.
La consolidation est en informatique le regroupement cohérent de données. Elle concerne généralement des données organisées logiquement ou liées entre elles.
Plus spécifiquement pour les tableurs, il s’agit du regroupement de plusieurs tableaux issus de feuilles différentes (les feuilles sont des composantes des tableurs) voire de classeurs différents.

## Consolidation de données et mesure d’audience
(juillet 2009).
Améliorez-le ou discutez des points à vérifier. 
La consolidation de données consiste à rassembler plusieurs données semblables afin d’obtenir un rapport plus facile à consulter que l’information brute présente sur le serveur, avec le moins de perte d’information possible. Les statistiques d’un site Web, en particulier la mesure de son audience, constituent un exemple pertinent d'application nécessaire de cette pratique.
En effet, dans le cadre de l’audience d’un site Web, les données brutes présentes sur le serveur détaillent chaque accès à l’une de ses ressources. Cela comprend le nom de la ressource accédée, la date précise de l’accès et l’adresse IP du visiteur. Pour un site fort fréquenté, il est facile d'imaginer le volume de données que cela représente.
Voici deux exemples de consolidations de ce type de données :
- par ressource. On obtient ainsi un tableau qui détaille pour chaque ressource du serveur le nombre d'accès à celle-ci pendant une période donnée.
- par visiteur. Pour chaque adresse IP, on obtient ainsi le nombre de ressources accédées pendant une période donnée.

Ces différents types de consolidation permettent de garder des mesures d’audience parfaitement exploitables en se dispensant de stocker des données inutiles et trop volumineuses.